# Resultados do Carnaval de Uruguaiana em 2017
Os Resultados do Carnaval de Uruguaiana em 2017, foram divulgados no dia 19 de março. Os Rouxinóis foi a vencedora com o enredo África de Todos Nós.

## Grupo Especial
| Colocação | Escola                     | Pontos | Nota      | Ref.  |
| --------- | -------------------------- | ------ | --------- | ----- |
| 1º        | Os Rouxinóis               | 438,3  |           | [ 1 ] |
| 2º        | Unidos da Cova da Onça     | 438    |           | [ 1 ] |
| 3º        | Bambas da Alegria          | 435,8  |           | [ 1 ] |
| 4º        | Unidos da Ilha do Marduque | 435,7  |           | [ 1 ] |
| 5º        | Imperadores do Sol         | 435    |           | [ 1 ] |
| 6º        | Deu Chucha na Zebra        | 424,5  | Rebaixada | [ 1 ] |

## Grupo de acesso
| Colocação | Escola                 | Pontos | Nota      | Ref.  |
| --------- | ---------------------- | ------ | --------- | ----- |
| 1º        | Apoteose do Samba      | 215,6  | Promovida | [ 2 ] |
| 2º        | Unidos da Toca do Lobo | 205,1  |           | [ 2 ] |

## Grupo 2
| Colocação | Escola                   | Pontos | Nota      | Ref.  |
| --------- | ------------------------ | ------ | --------- | ----- |
| 1º'       | Império Serrano          | 108,8  | Promovida | [ 2 ] |
| 2º        | Unidos da Mangueira      | 99,9   |           | [ 2 ] |
| 3º        | Acadêmicos de São Miguel | 93,7   |           | [ 2 ] |
| 4º        | Morro do Galo            | 92,5   |           | [ 2 ] |
| 5º        | Aliança do Samba         | 89     |           | [ 2 ] |